# Samuele Olivi
Pour les articles homonymes, voir Olivi.
Samuele Olivi est un footballeur italien né le 1er août 1980 à Cesena.